# Flame, Dear Flame
Flame, Dear Flame ist eine 2017 gegründete Epic-Doom-Band.

## Geschichte

### Besetzungsgeschichte
Gitarrist David Kuri und Sängerin Maren Lemke musizierten seit dem Jahr 2016 gemeinsam und probiert dabei unterschiedliche Ideen. Anfangs standen Akustik-Cover, bei denen das Duo darum bemüht war, diese träger zu spielen. Die Grundidee führte in die Entwicklung der Band Flame, Dear Flame und der EP The Millennial Heartbeat. In Ausgestaltung der Band zogen Kuri und Lemke, Jonas Kuri, David Kuris Bruder, als zweiten Gitarristen und Jan Franzen als Schlagzeuger hinzu. Mit Arne Janßen folgte ein Bassist, der allerdings ebenso wie Jonas Kuri Flame, Dear Flame nach kurzer Zeit wieder verließ. Entsprechend suchten Lemke, Kuri und Franzen erst im Bekanntenkreis, später über Online-Annoncen nach passenden Gitarristen und Bassisten, die die Gruppe komplettieren sollten. Martin Skandera stieß 2018 als Bassist hinzu. Als zweiter Gitarrist kam erst Johannes Rahm in die Gruppe. Rahm verließ die Band 2020 und wurde durch Alex Stranghöner ersetzt.

„Es war nicht einfach, passende Leute zu finden. Unsere Musik ist relativ speziell, und somit hat natürlich nicht jeder Lust darauf oder überhaupt einen Zugang dazu. Online nach den richtigen Musikern zu suchen war für uns der logische Schritt.“

### Veröffentlichungsgeschichte
Die erste EP und das Debütalbum überschneiden sich im Liedgut. Das Songwriting begann die Band im Jahr 2017. Die Aufnahmen wurden indes von den Besetzungswechseln geprägt. Flame, Dear Flame debütierte entsprechend am 5. April 2019 mit der EP The Millennial Heartbeat als Musikdownload. Die EP wurde im Jahr 2018 aufgenommen und in einer kleinen Auflage als ein CD-R-Demo in einem einfachen Pappschuber produziert.
Dass The Millennial Heartbeat offiziell als EP erschien, war die Folge einer Demo-Besprechung im Musikmagazin Deaf Forever. David Kuri übergab 2018 während des Festivals Hammer of Doom eine CD mit den Aufnahmen Götz Kühnemund mit den Worten „Hör mal rein, mal schauen, ob es Dir gefällt.“ Kühnemund rezensierte The Millennial Heartbeat für sein Magazin, woraufhin sich interessierte Leser auf die Online-Annonce der Gruppe zur Suche eines Gitarristen meldeten, um die EP zu erwerben. Bis zu diesem Moment gab es keine Pläne für eine Veröffentlichung der EP. Die Priorität der Band lag auf der Komplettierung des Albums, um mit diesem Label anzusprechen. Die EP digital im Selbstverlag zu veröffentlichten ermöglichte es die drei Stücke als Teil des physischen Albums herauszubringen.
Nach Erscheinen der EP arbeitete Flame, Dear Flame das Album Aegis weiter aus und spielte dabei auch das gesamte Material der EP erneut ein. Die Mitglieder begründeten die Entscheidung mit dem Wunsch jedem Bandmitglied Raum auf der Veröffentlichung einzuräumen und jenem, „dass alles aufgenommene auch live reproduzierbar“ seien sollte. Gemastert wurde Aegis von Greg Chandler. Das Album enthielt zwei zusammenhängende Zyklen von drei und vier Titeln. Auf einer Seite die drei Stücke der EP, auf der anderen vier neue, die den Zyklus The Wolves and the Prioress bilden. Im Jahr 2020 wandte sich Flame, Dear Flame mit einer Rohfassung des späteren Debüts Aegis an das Label Eisenwald Tonschmiede, dass die Band unter Vertrag nahm, nachkommend im April und Juli 2021 Vorabsingles für das am 23. Juli 2021 veröffentlichte Album herausbrachte. Eine LP-Version wurde früh geplant verzögerte sich jedoch teilweise durch äußere Umstände. Eine zweifarbige Vinyl-Variante des Album erschien daher erst ein Jahr nach dem offiziellen Release-Datum des Debüts.

### Rezeptionsgeschichte
The Millennial Heartbeat wurde von Mirko Pidde für Metal.de als ein „fesselndes und ausgereiftes Werk“ gelobt. Auch Chris Hawkins schrieb für Doom-Metal.com, es sei „ein Privileg“ den Anfängen von Flame, Dear Flame beizuwohnen. Die EP sei „ein vielversprechender Anfang für eine fesselnde Band, die Emotionen, Atmosphäre und ungezügelte Kreativität beherrscht.“ Weitere Rezensionen schlossen sich diesem Lob an. So sah Matthias Decklar in einer für My Revelation verfassten Besprechung in der Veröffentlichung ein majestätisches und erhabenes „erstes gewaltiges Lebenszeichen“.
Aegis erfuhr international anerkennende Rezeption. Für Metal.de schrieb erneut Pidde eine Besprechung und unterstrich sein Urteil zur EP damit, dass Flame, Dear Flame mit dem Debüt „zu den aktuell besten und vor allem vielseitigsten Newcomern im klassischen Doom“ gerecht werden müssten. Für Powermetal.de schrieb Marius Luehring, dass auf Aegis „einfach alles“ gelungen sei und das Album einen „hohe[n] Anspruch“ verdeutliche, „dem das intensive Material stets gerecht“ würde. Aegis erweise sich als ein „außerordentliche[s] Werk, das nicht jeden Metal-Fan ansprechen wird, da der Härtegrad bemängelt“ werden könne, mutmaßte Matthias Decklar für My Revelation. Ludwig Lücker von Oblivion räumte „subjektiven Probleme mit den Vocals“ ein, neben welchen „es wenig zu meckern“ gäbe. Christoph von Vampster sah Mängel in der Produktion, derweil Aegis „gerade in der zweiten Hälfte vor Kreativität und Abwechslungsreichtum“ sprühe. Für André Krause vom Epic Metal Blog schien hingegen deutlich, dass Aegis  „ein hochemotionales Meisterwerk [sei], das am Ende des Jahres in zahlreichen Bestenlisten ganz weit vorne stehen“ würde. Auch weitere Rezensenten sahen in Aegis ein „atmosphärisch dichtes Werk“, „fesselnde und schöne Musik“ sowie ein atemberaubendes Debütalbum. Die Qualität des Album erscheine so hoch, dass es „fast schon lächerlich [sei], wie brillant dieses Album“ erscheine. Dabei ließe sich die Musik deutlich mit Phasen der Doom-Metal-Entwicklung der 1990er-Jahre vergleichen. Wobei das Ergebnis „obwohl es nicht innovativ“ sei, ein Gefühl von „Authentizität und Frische“ vermittele.

## Stil
Zumeist wird die Musik von Flame, Dear Flame dem Epic Doom zugerechnet, von dessen Stereotypen jedoch gleichzeitig abgegrenzt. Die Bandmitglieder sind von einer Fülle Interpreten inspiriert, diese nahmen allerdings keinen direkten Einfluss auf den gespielten Stil. Der Fokus der Gruppe läge vielmehr in dem Bestreben, aus erzählerischen Ideen Musik zu gestalten. So gelänge es der Band auch, „verschiedene Stilrichtungen so zu verflechten, dass es wie ihr ureigenes Ding“ wirke. Die Musik verfolgt damit einen eigenständigen Stil in einem „Spannungsfeld aus klassischem Doom Metal, Doom Rock und Hardrock, hebt sich aber […] durch den Gesang […] von der Masse ab.“ Während die Instrumentalisierung sich mit Anleihen an My Dying Bride, Candlemass und Swallow the Sun dem Metal zuordner bringt der Gesang von Maren Lemke die Musik in die Richtung von Anneke van Giersbergen mit The Gathering, „während die überraschend sanfte Stimme selbst auch auf einem Folk-Album gut aufgehoben wäre.“ Ihr Gesang wurde im Songwriting sowie in der Abmischung als zentraler Aspekt der Musik in den Vordergrund gerückt. Während die instrumentale Ebene minimalistisch bleibe, werden „alle wesentlichen Melodien respektive Hooks“ von der Stimme geboten. So könne die Musik zwischen jener von Warning, Atlantean Kodex und The Gathering gesehen werden. Insbesondere der Gesang wurde mit Kari Rueslåtten von The 3rd and the Mortal und Anneke van Giersbergen verglichen. Hinzukommend kombiniert die Gruppe „bodenständige Riffs“ der Gitarren, die der Gruppe Warning nahe stehen, Soli die bis in anachronistische Retro-Muster reichen, „mit episodenhafte, düstere Folk-Melodien“. Im Ergebnis stünde „sehr dynamische[r] Doom Metal, […] mit einer charismatischen Frauenstimme“.

## Diskografie
- 2019: The Millennial Heartbeat (Download-EP, Selbstverlag)
- 2021: The Millennial Heartbeat, Pt. I (Single, Eisenwald)
- 2021: The Wolves and the Prioress, Pt. I (Single, Eisenwald)
- 2021: Aegis (Album, Eisenwald)